# Al Geiberger
Allen Lee Geiberger Sr. (* 1. September 1937 in Red Bluff, Kalifornien) ist ein ehemaliger US-amerikanischer Profigolfer.
Geiberger wurde im Jahr 1959 Profi und trat 1960 der PGA Tour bei. Er gewann 11 Turniere auf der PGA Tour, das erste war das Ontario Open 1962 und das größte das PGA Championship 1966. Er gewann 1975 die Tournament Players Championship und spielte 1967 und 1975 im Ryder-Cup-Team. Geiberger gewann außerdem 10 Mal auf der Senior PGA Tour, die heute Champions Tour heißt.
Während der zweiten Runde des Danny Thomas Memphis Classic im Jahr 1977 war Geiberger der erste Spieler in der Geschichte, der auf der PGA Tour eine 59 spielte (−13 Schläge unter Par).